# نیو دیل (تنسی)
نیو دیل(به انگلیسی: New Deal) شهری در ایالت تنسی کشور ایالات متحده آمریکا است که جمعیت آن در سرشماری سال ۲۰۱۰ میلادی، ۳۶۸ نفر بوده‌است.